# Euselasia flava
Euselasia flava är en fjärilsart som beskrevs av Adalbert Seitz 1916. Euselasia flava ingår i släktet Euselasia och familjen Riodinidae. Inga underarter finns listade i Catalogue of Life.